# Corynespora proliferata
Corynespora proliferata är en svampart som beskrevs av Loer. 1975. Corynespora proliferata ingår i släktet Corynespora och familjen Corynesporascaceae.   Inga underarter finns listade i Catalogue of Life.